# 梅格足球會
梅格足球會（西班牙語：Foot Ball Club Melgar），簡稱FBC梅格、梅格或Melgarcito，是一支秘魯足球會，現時於秘超作賽。球隊於1919年於利馬成立，1966年首度獲邀參與新成立的秘超，成為 4 支開創者之一。2014年取得聯賽第一名(但並非總冠軍)。球隊現時使用梅格球場和UNSA球場為主場，後者於1990年建成，能容納40,000人。